# Dimitri Jozwicki
Dimitri Jozwicki est un sprinteur handisport international français d'origine polonaise (ses grands parents sont venus travailler dans les mines de l'Est de la France) né le 8 février 1997 à Nancy, licencié au Lille Métropole Athlétisme et finaliste mondial sur 100m dans la catégorie T38 à Dubaï. En 2019, il devient ambassadeur de Métropole européenne de Lille. Vice-champion d'Europe sur 100m T38, il est qualifié pour les Jeux paralympiques de Tokyo où il se classera 4e et de Paris en 2024 où il termine sa finale à la 5ème place. 

## Carrière
Il commence l’athlétisme en 2010 avec son frère jumeau à l’Athletic Club Omnisport Blénod (ACOB). En 2015, il s’entoure de Julien Reb, entraîneur et kinésithérapeute de formation. Au vu de son handicap, une infirmité motrice cérébrale, ce dernier oriente son athlète vers le milieu handisport. Il rejoint alors la section handisport du Nancy Athlétisme Métropole. En 2019, il rejoint le Lille Métropole Athlétisme où il est désormais coaché par Nicolas Vi, ancien sprinter.
En janvier 2016, il participe à ses premiers championnats de France handisport en salle sur 60 m et 200 m où il terminera respectivement champion de France junior et médaillé de bronze dans la même catégorie. La même année, il sera sacré champion de France et recordman de France du 100 m et 200 m. Il sera même pré-sélectionné pour les Jeux Paralympiques de Rio.
En juillet 2017, il connaît sa première sélection en équipe de France à l’occasion des Championnats du monde d'athlétisme handisport à Londres où il sera finaliste sur 100m T38.
En 2018, il commence sa saison en battant le record de France T38 du 60 m aux championnats de France en salle où il connaîtra sa première blessure. 
En 2019, il effectue son retour à la compétition en remportant le titre de champion de France élite du 60 m. La même année, il participe aux Championnats du monde d'athlétisme handisport à Dubaï où il se classera 6e de la finale du 100m T38 en battant son record personnel.
En 2020, Dimitri abaisse son meilleur chrono sur 200m T38 le 12 septembre à Maisons-Alfort et réalise par la même occasion le record de France sur cette distance. Lors des championnats de France à Marseille, il termine à la 2e place sur le 100m.
En 2021, il devient vice champion d'Europe sur 100m T38 et réalise 11s 34 à Bydgoszcz ce qui lui permet par la même occasion de se qualifier pour les Jeux Olympiques de Tokyo. À l'occasion des championnats de France à Albi, il se classe 3e du 100m derrière Timothée Adolphe et Axel Zorzi. Lors des Jeux paralympiques de Tokyo il réalise son record personnel à 11 s 30 et manque d'une marche le podium.
Une occlusion intestinale 2 semaines après les Jeux nécessitant une intervention chirurgicale lourde, l'oblige à stopper ses activités sportives pendant toute la période hivernale pour la saison en salle 2021.
En 2022, à l'occasion du meting international de Nottwil, il revient à sa meilleure forme et bat son record personnel sur 100m en terminant troisième de la compétition. Quelques semaines plus tard , il bat le record de France de sa catégorie à Auch, lors des championnats de France handisport avec un chrono à 23 s 63
En 2023, il bat tous ses records et se classe  premier au bilan mondial du 100m à l’aube des championnats du monde de Paris. Il échouera  à atteindre un premier podium mondial en se classant 5ème de la finale du 100m, échouant à 5 centièmes du podium.
L'année 2024 commence avec un double titre de champion de France en salle sur 60m et 200m à Saint-Brieuc et deux nouveaux records de France. Dimitri Jozwicki doit se contenter de la 5e place lors de la finale des Jeux Paralympique 2024 avec un chrono de 11''13, très correct, mais au-dessus de son record personnel établi en 10''99. Soit le temps du Colombien Juan Alejandro Campas Sanchez qui termine sur la 3e marche du podium. A l'issue de cette course le para-athlète sprinter déclare : «Je ne vais pas mentir, je visais mieux. Hormis l'Américain qui est au-dessus du lot, je savais que c'était très ouvert et que nous étions quatre ou cinq pour les deux dernières places sur le podium. Cela ne m'a pas souri. C'est comme ça, cette course est un peu comme le tiercé : vous la refaites cinq fois et vous avez cinq résultats différents. Maintenant, cette déception, je vais la digérer et m'en servir pour me remettre au travail encore plus dur.»
Le 5 février 2025, Dimitri Jozwicki était le parrain à Liévin du premier championnat de France UNSS  composé d’une mixité élèves valides et en situation de handicap 

## Vie professionnelle et associative
Diplômé d’état en ergothérapie en 2019, Dimitri Jozwicki milite pour allier le handicap à la performance, il effectue aussi des interventions en milieu scolaire, spécialisé ou en entreprise afin d’aborder des thèmes tels que la sensibilisation au handicap, l’inclusion ou encore les valeurs sportive au service de entrepreneuriat. Il propose également des mises en situation de handicap à travers la pratique sportive.
Devenu en 2019 ambassadeur de la Métropole européenne de Lille, il reçoit un financement afin de l'aider à s'équiper et à mener son double projet sportif et professionnel jusqu'aux Jeux olympiques à Paris en 2024. Il conclut également en 2021 un partenariat avec KIprun, la marque spécialisée dans l'athlétisme de Decathlon.  Il renouvelle son partenariat au delà des Jeux Paralympiques de Paris avec  la mutuelle Intégrance 
Titulaire d’une Convention d’Insertion Professionnel (CIP) avec Pôle Emploi où il a exercé le métier de chargé des conditions de travail , il travaille aujourd'hui en tant qu’ergothérapeute à APF France handicap au TechLab de Tourcoing.
Il effectue aussi depuis plusieurs années des interventions en milieu scolaire et en entreprises afin d’aborder des thèmes tels que la sensibilisation au handicap, l’inclusion par le sport, ou le sport de haut niveau au service de l' entrepreneuriat. Il propose en particulier des mises en situation de handicap à travers la pratique sportive. Ces programmes d'intervention sont aujourd'hui prisés en entreprise dans le cadre des politiques de RSE.

## Palmarès[6],[13]

### National
| Épreuve | Épreuve   | Date         | Compétition                | Lieu             | Résultat |
| ------- | --------- | ------------ | -------------------------- | ---------------- | -------- |
| 60 m    | Salle     | Janvier 2016 | Championnats de France U20 | Clermont-Ferrand | 1er      |
| 200 m   | Salle     | Janvier 2016 | Championnats de France U20 | Clermont-Ferrand | 3e       |
| 100 m   | Plein air | Mai 2016     | Championnats de France U20 | Paris            | 1er      |
| 200 m   | Plein air | Mai 2016     | Championnats de France U20 | Paris            | 1er      |
| 60 m    | Salle     | Février 2017 | Championnats de France     | Nantes           | 3e       |
| 200 m   | Salle     | Février 2017 | Championnats de France     | Nantes           | 1er      |
| 100 m   | Plein air | Mai 2017     | Championnats de France     | Paris            | 2e       |
| 200 m   | Plein air | Mai 2017     | Championnats de France     | Paris            | 2e       |
| 60 m    | Salle     | Mars 2018    | Championnats de France     | Clermont-Ferrand | 2e       |
| 60 m    | Salle     | Mars 2019    | Championnats de France     | Nantes           | 1er      |
| 100 m   | Plein Air | Août 2019    | Championnats de France     | Paris            | 1er      |
| 100 m   | Plein air | Octobre 2020 | Championnats de France     | Marseille        | 2e       |
| 100 m   | Plein air | Juin 2021    | Championnats de France     | Albi             | 3e       |
| 200 m   | Plein air | Juin 2022    | Championnats de France     | Auch             | 1er      |
| 100 m   | Plein air | Juin 2022    | Championnats de France     | Auch             | 1er      |
| 60 m    | Salle     | Fev 2023     | Championnats de France     | Metz             | 1er      |
| 200 m   | Salle     | Fev 2023     | Championnats de France     | Metz             | 1er      |
| 100 m   | Plein air | Juin 2023    | Championnats de France     | Saint Etienne    | 1er      |
| 60 m    | Salle     | Fev 2024     | Championnats de France     | Saint-Brieuc     | 1er      |
| 200 m   | Salle     | Fev 2024     | Championnats de France     | Saint-Brieuc     | 1er      |

### International
| Date             | Compétition           | Épreuve | Lieu      | Résultat | Temps   |
| ---------------- | --------------------- | ------- | --------- | -------- | ------- |
| 21 juillet 2017  | Championnats du monde | 100 m   | Londres   | 7e       | 11 s 77 |
| 17 juillet 2017  | Championnats du monde | 200 m   | Londres   | 9e       | 24 s 49 |
| 11 novembre 2019 | Championnats du monde | 100 m   | Dubaï     | 6e       | 11 s 45 |
| 3 juin 2021      | Championnats d'Europe | 100 m   | Bydgoszcz | 2e       | 11 s 34 |
| 28 août 2021     | paralympiques         | 100 m   | Tokyo     | 4e       | 11 s 30 |
| 10 Juillet 2023  | Championnats du monde | 100 m   | Paris     | 5e       | 11 s 19 |
| 31 Août 2024     | Jeux Paralympique     | 100 m   | Paris     | 5e       | 11 s 13 |

### Records
| Épreuve | Épreuve   | Performance  | Lieu          | Date            |
| ------- | --------- | ------------ | ------------- | --------------- |
| 60 m    | Salle     | 7 s 07 (RF)  | Saint-Brieuc  | 10 février 2024 |
| 100 m   | Plein air | 11 s 00 (RF) | Saint-Etienne | 10 Juin 2023    |
| 200 m   | Plein air | 22 s 86 (RE) | Ninove        | 22 Juillet 2023 |
| 200 m   | Salle     | 23 s 23 (RF) | Saint-Brieuc  | 10 février 2024 |